# Millerville (Alabama)
Millerville statisztikai település az USA Alabama államában, Clay megyében. Lakosainak száma 303 fő (2020. április 1.). .